# Aurora Pro Patria 1919
Aurora Pro Patria 1919, zkráceně jen Pro Patria je italský fotbalový klub hrající v sezóně 2024/25 ve 3. italské fotbalové lize sídlící ve městě Busto Arsizio v regionu Lombardie.
I když se fotbal ve městě hrál již od roku 1881, první skutečný fotbalový klub byl založen 26. února 1919 jako Pro Patria et Libertate Unione degli Sports Bustesi. Již ve své druhé sezoně 1920/21 již hrála v nejvyšší lize. Do sezony 1932/33 ji hrála celkem osm sezon, pak sestoupila až do třetí ligy. Návrat se konal po válce. Od sezony 1947/48 byl klub prvoligový. Jenže slabé výsledky v sezoně 1955/56 odsoudili klub k sestupu do druhé ligy a později i do třetí ligy. Na začátku 70. let se klub ocitl i ve čtvrté lize.
Vůbec nejhorší fotbalové období bylo po sezoně 1987/88. Po obsazení 18. místa v tabulce, klub sestoupil až do regionální ligy. V roce 1995 se klub ocitl ve finanční tísni a nepřihlásil se do páté ligy. A tak se klub spojil s jiným klubem SG Gallaratese který hrál ve čtvrté lize. V roce 2009 klub ohlásil bankrot. Díky rodiny Tesoro se zrodil nový klub Aurora Pro Patria 1919 a převzala barvy a historii klubu.
Největší úspěch klubu je hraní v nejvyšší lize, kde obsadil nejlepšího umístění 8. místo v sezoně 1947/48.

## Změny názvu klubu
- 1919/20 – 1944/45 – Pro Patria LUSB (Pro Patria et Libertate Unione degli Sports Bustesi)
- 1945/46 – 1989/90 – Pro Patria LSC (Pro Patria et Libertate Sezione Calcio)
- 1990/91 – 1994/95 – AC Pro Patria (Associazione Calcio Pro Patria et Libertate)
- 1995/96 – 2008/09 – Pro Patria Gallaratese GB (Pro Patria Gallaratese G.B.)
- 2009/10 – Aurora Pro Patria 1919 (Aurora Pro Patria 1919)

## Získané trofeje

### Vyhrané domácí soutěže
- 2. italská liga ( 1x )

1946/47
- 3. italská liga ( 2x )

1940/41, 1959/60
- 4. italská liga ( 3x )

1974/75, 2012/13, 2017/18

## Účast v ligách
| Úroveň soutěže | Název soutěže (nynější název) | První hraná sezona | Poslední hraná sezona | celkem odehraných sezon |
| -------------- | ----------------------------- | ------------------ | --------------------- | ----------------------- |
| 1              | Serie A                       | 1920/21            | 1955/56               | 16                      |
| 2              | Serie B                       | 1922/23            | 1965/66               | 19                      |
| 3              | Serie C                       | 1935/36            | 2024/25               | 37                      |
| 4              | Serie D                       | 1978/79            | 2017/18               | 21                      |
| 5              | Eccellenza                    | 1972/73            | 1994/95               | 8                       |

Historická tabulka Serie A od sezony 1929/30 do 2023/24.
| Celkové místo | Odehraných sezon | Celkem bodů | Celkem zápasů | Celkem výher | Celkem remíz | Celkem proher | Celkové skore |
| ------------- | ---------------- | ----------- | ------------- | ------------ | ------------ | ------------- | ------------- |
| 39            | 12               | 338         | 430           | 118          | 102          | 210           | 526:784       |

## Fotbalisté

### Historické statistiky
| Počet utkání | Počet utkání         | Počet utkání |  | Počet branek | Počet branek     | Počet branek |
| Pořadí       | Jméno                | Počet        |  | Pořadí       | Jméno            | Počet        |
| 1.           | Giuseppe Taglioretti | 349          |  | 1.           | Carlo Reguzzoni  | 80           |
| 2.           | Aldo Borsani         | 320          |  | 2.           | Matteo Serafini  | 75           |
| 3.           | Ettore Frigerio      | 319          |  | 3.           | Angelo Turconi   | 59           |
| 4.           | Vittorino Calloni    | 301          |  | 4.           | Lelio Antoniotti | 48           |
| 5.           | Angelo Uboldi        | 299          |  | 5.           | Italo Rossi      | 46           |

### Rekordní přestupy
| Nákup  | Nákup               | Nákup     | Nákup      | Nákup           |  | Prodej | Prodej              | Prodej    | Prodej    | Prodej          |
| Pořadí | Jméno               | sezona    | klub       | částka          |  | Pořadí | Jméno               | sezona    | klub      | částka          |
| 1.     | Guerrino Gasparello | 2007/2008 | Rovigo     | 1 mil. Euro     |  | 1.     | Guerrino Gasparello | 2008/2009 | Padova    | 0,750 mil. Euro |
| 2.     | Sandro Lommbardi    | 2009/2010 | Winterthur | 0,160 mil. Euro |  | 2.     | Federico Gatti      | 2021/2022 | Frosinone | 0,150 mil. Euro |
| 3.     | Dario Polverini     | 2008/2009 | Řím        | 0,1 mil. Euro   |  |        |                     |           |           |                 |

## Na velkých turnajích

### Účastníci Olympijských her
- Emidio Cavigioli (OH 1948)
- Angelo Turconi (OH 1948)
- Francesco La Rosa (OH 1952)

## Česká stopa

### Hráč
- Ladislav Kubala (1949/50)
- Radek Petr (2008/09)